# Gustaf Fredrik Linnerhielm
Gustaf Fredrik  Linnerhielm, född 1757, död 1819, var en svensk godsägare och 1796-1819 Sveriges genom tiderna ende riksgeograf till vilket han utnämndes av Gustav IV Adolf. Dessutom var han förste kabinettssekreterare.
Fadern var kanslirådet Per Linnerhielm och en bror kanslirådet och konstnären Jonas Carl Linnerhielm. Gustaf Fredrik Linnerhielm gifte sig med Emerentia Maria Egerström. Ende sonen var kammarherren Per Gustaf Linnerhielm. 
Linnerhielm ägnade sig åt trädgårdsodling vid sitt säteri Olivehult i Kristbergs socken i Östergötlands län där han anlade en romantisk engelsk park som man ännu kan se rester av och som skildrats av brodern Jonas Carl Linnerhielm. 
Gustaf Fredrik Linnerhielm publicerade 1785 i Tyskland dels en uppsats om nejlikodling, dels en beskrivning av trädgårdarna vid Drottningholm. Han efterlämnade ett stort trädgårdsbibliotek som innehåller den viktigaste 1700-talslitteraturen på området och som i sin helhet är bevarat på Olivehult. Där finns också hans värdefulla anteckningar om trädplantering, gödsling med mera samt en uppsats om sångfåglar.  